# Belubani
Belubani va ser rei d'Assíria entre els anys 1700 aC i 1692 aC aproximadament, fill i successor d'Adasi, segons la Llista dels reis d'Assíria.
Adasi va ser el fundador de la dinastia, que els historiadors moderns anomenen Dinastia d'Adasi. però generalment els seus successors citaven a Belubani com ancestre perquè era rei i fill de rei, sobretot Assarhaddon (681 aC - 669 aC), i els seus fills, Xamaix-xuma-ukin (668 aC - 648 aC) i Assurbanipal (669 aC - 627 aC). Adasi havia arribat al poder en un període de lluites internes on van aparèixer fins a set usurpadors, en una Assíria que encara estava dominada per l'Imperi babilònic amorrita. Tanmateix, els seus descendents seguirien governant Assíria fins al 722 aC.
Segons les Llistes reials va regnar durant deu anys, potser des del 1700 aC segons la cronologia curta, en un moment d'inestabilitat que va aconseguir pacificar. El seu pare va ser l'últim dels set monarques que es van disputar el tron d'Assíria, i que s'anomenaven "fills de ningú", ja que no provenien de cap família reial. Havien competit pel tron durant sis anys.
El va succeir el seu fill Libaia, encara que alguns historiadors pensen que era el seu germà.